# بلدة ليتشفيلد (ميشيغان)
ليتشفيلد (بالإنجليزية: Litchfield Township, Michigan)‏ هي بلدة تقع بولاية ميشيغان في الولايات المتحدة. تبلغ مساحتها 85.8 (كم²)، وترتفع عن سطح البحر 320 م، بلغ عدد سكانها 969 نسمة في عام تعداد الولايات المتحدة 2000 حسب إحصاء مكتب تعداد الولايات المتحدة وتصل الكثافة السكانية فيها 11.3 نسمة/كم2.

## وصلات خارجية
- The US50 - Cities and Towns in Michigan State
- Michigan Cities and Towns, Facts, Map, Flag, Colleges, Government, and More